# Jesús María Segura
Jesús María Segura Zubieta, nascido a 20 de abril de 1958 na localidade navarra de Cirauqui (Espanha), é um ex-ciclista profissional entre os anos 1980 e 1981.
Amador:
Vencedor de Copa Presidentes.
Subida a Gorla, batendo o recorde.
Memorial Cirilo Zunzarren.
Subida à Virgen Branca.
Volta Bidasoa.
1 etapa e 3.º na Volta Navarra.
1 etapa e 3.º em Volta Guatemala.
Vencedor Subida a Etxalar.
Vencedor Critérium de Burgos.
Profissionalmente:

## Palmarés
- 1980-1981
- 4º. Circuito de Guecho

## Resultados em Grandes Voltas e Campeonato do Mundo
Durante a sua carreira desportiva tem conseguido os seguintes postos nas Grandes Voltas e nos Campeonatos do Mundo em estrada:
| Corrida            | 1980 | 1981 |
| ------------------ | ---- | ---- |
| Giro d'Italia      | -    | -    |
| Tour de France     | -    | -    |
| Volta a Espanha    | -    | -    |
| Mundial em Estrada | -    | -    |

-: Não participa

## Equipas
- Reynolds (1980-1981)